# FC Nitra
Az FC Nitra egy szlovák labdarúgócsapat, amelynek székhelye Nyitra. A klubot 1909-ben alapították NYÖTTSO (Nyitrai Önkéntes Tűzoltó Testület Sportosztálya) néven. A klub eddigi legnagyobb sikere, hogy 1962-ben a második helyen végzett a csehszlovák bajnokságban, míg 2008-ban, a szlovák bajnokság harmadik helyén zárt.

## A csapat története

### Csehszlovák-bajnokság
A klub az 1959/60-as szezonban szerepelt először első osztályú-bajnokságban, ekkor a csehszlovák ligában a nyolcadik helyen végeztek. A következő évadban tizenegyedikek lettek, míg az 1961/62-es szezont ezüstérmesként fejezték be. Ez máig a legelőkelőbb helyezésük bajnoki küzdelmeik során. 1963-ban búcsúztak az első osztálytól. Végül az 1971/72-es szezonra tértek vissza. Négy év után újra búcsúztak, miután utolsóként zárták, az 1974/75-ös szezont. Az 1979/80-as évadban hatodikként végeztek újoncként a csehszlovák-bajnokságban. A következő években ingadozó teljesítményt nyújtottak, voltak negyedikek, és tizennegyedikek is, míg 1984-ben újra kiestek. Két szezon után sikerült a visszajutás, de a liga megszűnéséig, kiugró eredményt már nem tudtak elérni, az 1989-es bronzérmen kívül. A történelem utolsó csehszlovák-bajnokságát, a tizenkettedik helyen fejezték be, 1993-ban.

### Szlovák-bajnokság
Az 1993/94-es szlovák bajnokságot, ami az első szezonja volt a ligának, utolsóként zárták, ezzel búcsúztak. A visszajutás nem váratott sokáig, hiszen egy szezont töltöttek el mindössze a másodosztályban, és 1995-ben már újra az első osztályra készülhettek. A következő szezont szintén a legjobbak között kezdhették el, de a létszámcsökkentés miatt, 2000-ben kiestek. Öt év másodosztályú száműzetés után, a 2005/06-os szezonra jutottak fel újra, amelyet végül ötödikként fejeztek be. A 2007/08-as szezonban bronzérmesek lettek, viszont a következő évadban utolsó előttiként zártak, de a 2009/10-es bajnoki küzdelmek alatt újra feltámadtak, és az előkelő negyedik pozícióban végeztek.

## Névváltozások
- 1909–1911 Nyitrai ÖTTSO
- 1911–1919 Nyitrai TVE
- 1919–1921 Nyitrai SC
- 1921–1923 SK Nitra
- 1923–1948 AC Nitra
- 1948–1949 Sokol Nitra
- 1949 ZSJ Sokol spojene zavody Nitra
- 1949–1953 ZK KP Nitra
- 1953–1956 DSO Slavoj Nitra
- 1956–1966 TJ Slovan Nitra
- 1966–1976 AC Nitra
- 1976–1990 TJ Plastika Nitra
- 1990– FC Nitra

## Sikerek
1-szeres csehszlovák bajnoki ezüstérmes
- 1961–62

1-szeres szlovák bajnoki bronzérmes
- 2007–08

4-szeres Csehszlovák Kupa-ezüstérmes
- 1974–75, 1982–83, 1986–87, 1990–91

## Nemzetközi kupaszereplés

### UEFA-kupa
| Szezon  | Bajnokság | Forduló    | Ország | Csapat | Otthon | Idegenben | Össz. |
| ------- | --------- | ---------- | ------ | ------ | ------ | --------- | ----- |
| 1989–90 | UEFA-kupa | 1. Forduló | NSZK   | Köln   | 1–4    | 0–1       | 1–5   |

### Európa-liga
| Szezon  | Bajnokság   | Forduló         | Ország       | Csapat    | Otthon | Idegenben | Össz. |
| ------- | ----------- | --------------- | ------------ | --------- | ------ | --------- | ----- |
| 2010–11 | Európa-liga | 1. Selejtezőkör | Magyarország | Győri ETO | 2–2    | 1–3       | 3–5   |

### Intertotó-kupa
| Szezon | Bajnokság      | Forduló    | Ország       | Csapat                   | Otthon | Idegenben | Össz. |
| ------ | -------------- | ---------- | ------------ | ------------------------ | ------ | --------- | ----- |
| 2006   | Intertotó-kupa | 1. Forduló | Luxemburg    | CS Grevenmacher          | 6–2    | 6–0       | 12–2  |
|        |                | 2. Forduló | Ukrajna      | Dnyipro Dnyipropetrovszk | 2–1    | 0–2       | 2–3   |
| 2008   | Intertotó-kupa | 1. Forduló | Azerbajdzsán | Neftçi                   | 0–2    | 3–1       | 3–3   |